# Tilletia walkeri
Tilletia walkeri är en svampart som beskrevs av Lisa A. Castlebury och Lori M. Carris 1999. 
Tilletia walkeri ingår i släktet Tilletia och familjen Tilletiaceae.   Inga underarter finns listade i Catalogue of Life.

## Bildgalleri

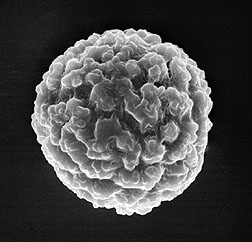